# Christoph Gloor

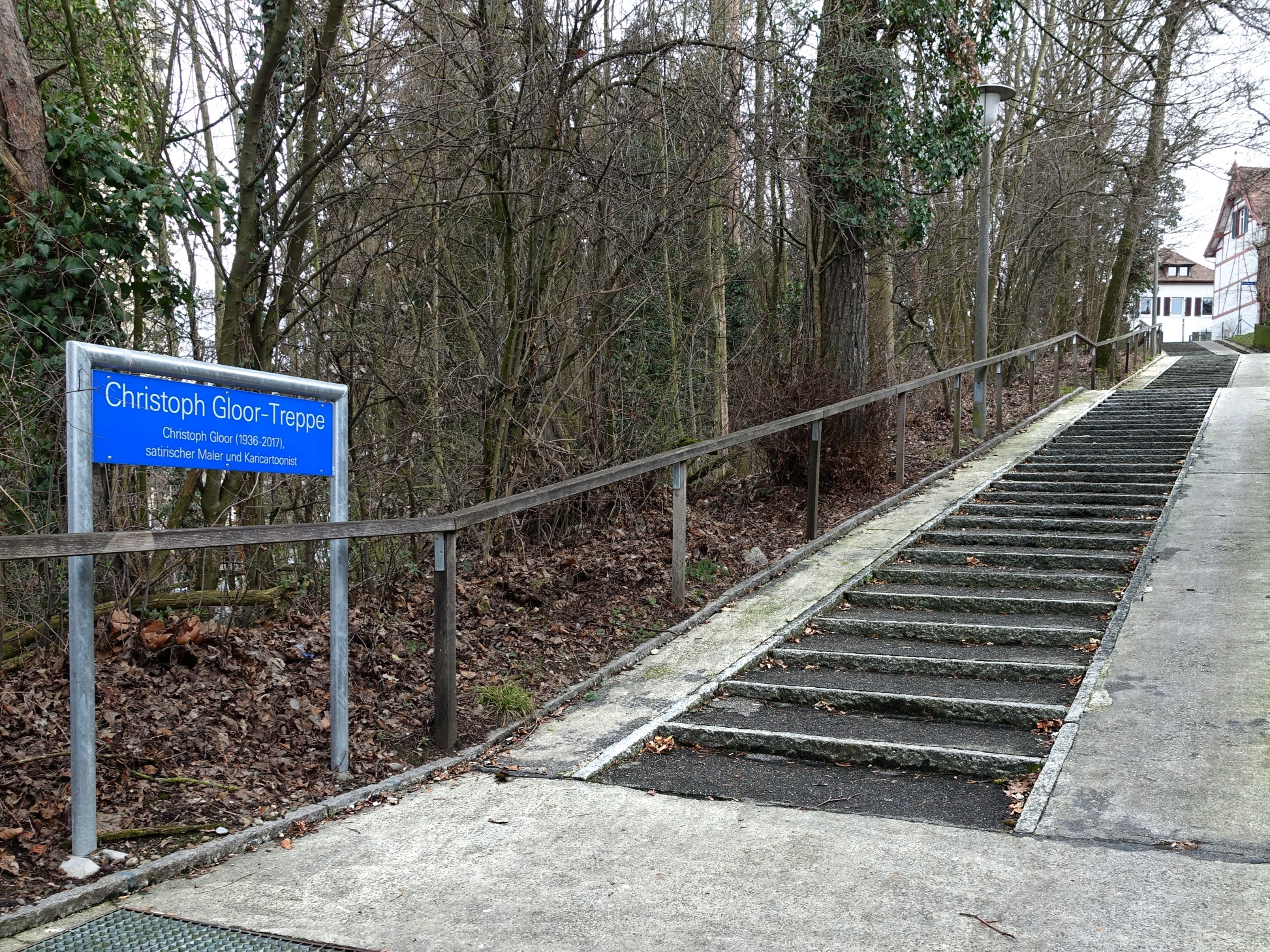
Christoph Gloor-Treppe (früher Linden-Treppe) in Birsfelden

Christoph Gloor (* 1. November 1936 in Basel; † 26. März 2017 ebenda) war ein Schweizer Karikaturist, Maler, Zeichner und Bildhauer.

## Leben
Gloor wuchs in Birsfelden bei Basel auf und absolvierte eine Ausbildung zum Schaufenstergestalter beim Warenhaus Manor in Basel. Von 1957 bis 1972 arbeitete er als Schaufensterdekorateur in Basel. 1964 wurde seine erste Karikatur veröffentlicht, ein Jahr später nahm er an seiner ersten Gruppenausstellung teil. Ab den 1970er Jahren arbeitete er regelmässig für die Schweizer Satirezeitschrift Nebelspalter und veröffentlichte gesellschaftskritischen Zeichnungen in diversen Schweizer Zeitungen und Zeitschriften. Seit 1972 war er als freischaffender Karikaturist und Künstler tätig.